# Abborregölen (Virserums socken, Småland)
Abborregölen är en sjö i Hultsfreds kommun i Småland och ingår i Emåns huvudavrinningsområde.